# Leucon mediterraneus
Leucon mediterraneus är en kräftdjursart som beskrevs av Sars 1878. Leucon mediterraneus ingår i släktet Leucon och familjen Leuconidae. Inga underarter finns listade i Catalogue of Life.